# Matt Rife
Matthew Steven Rife  (10 de septiembre de 1995) es un humorista y actor estadounidense. Nacido en Ohio, se le conoce por sus especiales de comedia de producción propia, Only Fans (2021) y Matthew Steven Rife (2023), así como por su aparición en la serie de competencia de comedia Bring the Funny.

## Primeros años de vida
Matt Rife nació en Columbus, Ohio, y creció en North Lewisburg. También residió en New Albany y Mount Vernon.

## Carrera profesional
Como comediante, Rife es conocido sobre todo por sus especiales de comedia de producción propia, Only Fans (2021) y Matthew Steven Rife (2023), así como por su aparición en Bring the Funny en 2019, donde llegó a la semifinal, aunque fue eliminado en la semana 8.
Como actor, se lo conoce por sus participaciones como invitado en la serie de comedia de sketches y juegos de improvisación Wild 'n Out, como Brandon Bliss en la comedia de televisión Brooklyn Nine-Nine y como Logan en la comedia de televisión Fresh Off the Boat. En el 2017, apareció en The Challenge: Champs vs. Stars. Rife es también un investigador de fenómenos paranormales en el canal de YouTube "Overnight". En diciembre de 2022, Rife firmó un contrato con Creative Artists Agency (CAA). En 2023, en el Día de San Valentín estrenó un especial que tituló con su propio nombre, Matthew Steven Rife.

## Vida personal
Rife tiene cuatro hermanas: tres hermanastras mayores y una hermana menor. Su padre murió a los veintiún años a causa de un suicidio cuando Rife tenía un año. Según una esquela publicada el 5 de marzo de 1997 en el periódico Columbus Dispatch para Michael Eric Gutzke, de 21 años, el señor Gutzke murió en Columbus, Ohio, el 3 de marzo de 1997 y era el padre de Matthew Steven Rife.
Rife mantuvo una relación con la actriz Kate Beckinsale. Actualmente reside en Los Ángeles, California.

## Filmografía

### Películas
| Año  | Título            | Role                                       | Notas                 | Refs.         |
| ---- | ----------------- | ------------------------------------------ | --------------------- | ------------- |
| 2015 | Room 236          | Matt / Club Premier de Póker de Orlando    |                       | [ 17 ]        |
| 2017 | Sophomore Year    | Jake Riker                                 |                       |               |
| 2018 | Black Pumpkin     | Flash                                      |                       | [ 18 ] [ 19 ] |
| 2018 | The Debt          | Matt                                       | Cortometraje          |               |
| 2019 | American Typecast | Ladrón #2                                  | Cortometraje          | [ 20 ]        |
| 2021 | After Masks       | Lobo                                       | Segmento: "Ganadores" | [ 19 ]        |
| 2021 | The Elevator      | Michael                                    |                       | [ 21 ] [ 22 ] |
| 2021 | Death Link        | Darrin                                     |                       | [ 23 ]        |
| 2021 | Just Swipe        | Colin                                      |                       |               |
| 2022 | North of the 10   | Matt Downes                                |                       | [ 24 ]        |
| 2022 | Wolf Mountain     | Jaime                                      |                       | [ 25 ] [ 26 ] |
| 2023 | Karma's a Bitch   | Kyle                                       | Posproducción         | [ 27 ]        |
| 2023 | Connor            | También productor ejecutivo; posproducción | [ 28 ] [ 29 ]         |               |
| 2023 | Mort Madison      | Posproducción                              | [ 30 ]                |               |
| 2023 | Ethan             | Posproducción                              | [ 31 ] [ 32 ]         |               |

### Televisión
| Año       | Título                                          | Role          | Notas                  | Ref.   |
| --------- | ----------------------------------------------- | ------------- | ---------------------- | ------ |
| 2014      | Average Joe                                     | Danny         | 3 episodios            | [ 19 ] |
| 2015-2016 | Manual del jugón para casi todo                 | Doyle O'Doyle | 2 episodios            | [ 33 ] |
| 2016      | WTH: Welcome to Howler                          | Jesse         | 7 episodios            | [ 34 ] |
| 2019      | Brooklyn nueve y nueve                          | Brandon Bliss | 1 episodio             | [ 8 ]  |
| 2019      | Stalked by My Doctor: A Sleepwalker's Nightmare | León          | Película de televisión | [ 35 ] |
| 2020      | Fresh Off the Boat                              | Logan         | 1 episodio             | [ 8 ]  |
| 2021      | Burb Patrol                                     | Alex          | 10 episodios           | [ 36 ] |

### Monólogos
| Año  | Título                         | Notas                                                               | Refs.         |
| ---- | ------------------------------ | ------------------------------------------------------------------- | ------------- |
| 2020 | ATL Comedy Arts Fest, Volume 2 | También como escritor                                               | [ 37 ] [ 38 ] |
| 2021 | Matt Rife: Only Fans           | También como escritor y productor ejecutivo; especial de televisión | [ 39 ] [ 7 ]  |
| 2023 | Matt Rife: Matthew Steven Rife | También como escritor y productor ejecutivo; especial de televisión | [ 40 ] [ 7 ]  |
| 2023 | Natural Selection              | Especial en Netflix                                                 | [ 41 ]        |